# Estatua de la Democracia

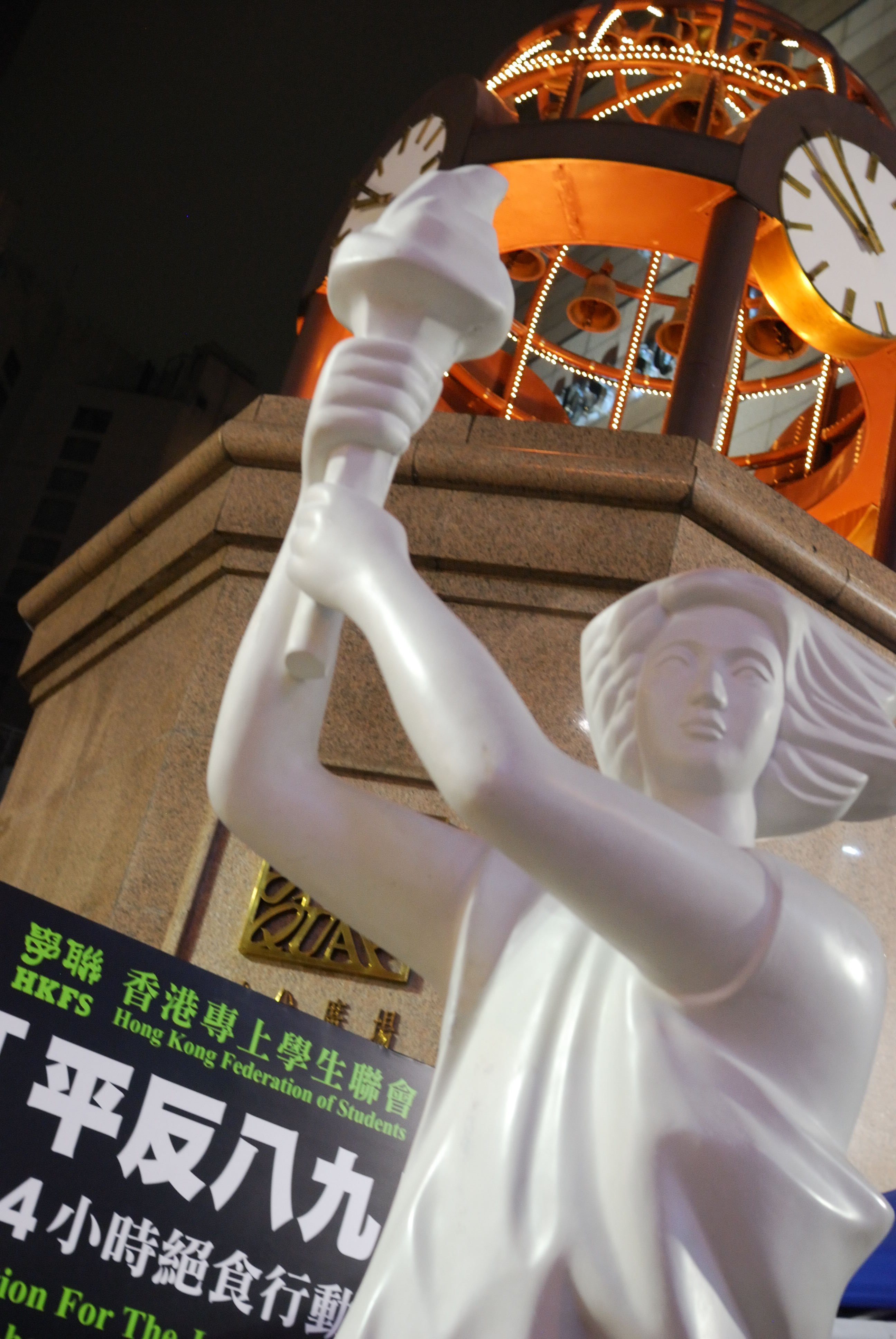
Una réplica de la diosa de la democracia, la escultura utilizada durante las protestas de 1989, empleada en la manifestación que tuvo lugar en Hong Kong para conmemorar el vigésimo aniversario (2009).

La Diosa de la democracia, también conocida como Diosa de la democracia y la libertad, era una estatua provisional erigida por estudiantes chinos durante las protestas de la plaza de Tiananmén de 1989. 

## Trasfondo
China había empezando un programa de liberalización económica y política, que estaba cambiando el sistema establecido por Mao Zedong. Unos grupos en el país estaban descontentos con el Gobierno a causa de estas reformas. Los estudiantes y los intelectuales creían que las reformas eran demasiado restringidas porque solo se aplicaron a las fábricas y a los granjeros. 
La muerte del ex secretario general del Partido Comunista de China Hu Yaobang (liberal que inició las reformas), provocó muchas protestas que empezaron con una huelga de todas las universidades de Pekín y terminó con manifestaciones en más de 400 ciudades chinas. En Pekín, cientos de miles de personas estaban protestando en la plaza de Tiananmén, el centro de las manifestaciones.

## Construcción
Aunque muchos han notado algún parecido con la Estatua de la libertad, un escultor presente durante la construcción, Tsao Tsing-yuan, escribió que los estudiantes decidieron no basar su estatua en la Estatua de la Libertad, por considerar que sería poco original y «demasiado abiertamente pro-estadounidense». Tsao además nota la influencia en la estatua del trabajo de la escultora soviética Vera Mujina, asociada con la escuela del realismo socialista. Su obra, Obrero y koljosiana, fue especialmente importante para la realización de los rasgos faciales y de la cabeza.

## Un símbolo
Una visita oficial de Mijaíl Gorbachov aseguró la presencia de la prensa internacional. Unos estudiantes decidieron construir una estatua como un símbolo de los ideales de los estudiantes. Escultores de la Academia Central de la Bellas Artes de Pekín construyeron la estatua de espuma de poliestireno y pasta de papel sobre un armazón metálico. Trataron de construirla muy grande para que el gobierno sólo pudiera destruirla bajo la mirada de la prensa o dejarla intacta. Midió 10 metros de altura.
El 30 de mayo de 1989, la estatua estaba erigido frente un retrato de Mao Zedong, encima de la Puerta de Tiananmén, a la vista de todo el mundo.

## Destrucción
El gobierno chino no toleró las manifestaciones. El 4 de junio, el Ejército Popular de Liberación atacó la plaza con tanques. La estatua era un punto central de la manifestación, y por eso el ejército la destruyó en la madrugada del 5 de junio.

## Réplicas
- Una réplica estaba erigida durante un vigilia de miles de personas en Victoria Park, Hong Kong en el 4 de junio de 1996.
- Una estatua de bronce dedicado en 1994 está en Portsmouth Square, San Francisco.
- Una copia en la Universidad de Columbia Británica.
- Una copia dorada está en el Centro de Estudiantes en la Universidad de York en Toronto, Ontario.